# 김남건
김남건(1990년 8월 6일 ~ )은 대한민국의 축구 선수이며, 포지션은 미드필더이다.